# 644
| [ Edytuj tabelę ]          |                                                         |
| Cesarz Bizancjum           | - 641 Konstans II 668                                   |
| Cesarz Chin                | - 626 Tang Taizong 649                                  |
| Król Deiry                 | - 644 Oswin 651                                         |
| Król Essexu                | - 617 Sigeberht I Mały 653                              |
| Król Franków w Austrazji   | - 639 Sigebert III 656                                  |
| Król Franków w Neustrii    | - 639 Chlodwig II 658                                   |
| Cesarz Japonii             | - 642 Kōgyoku 645                                       |
| Kalif                      | - 634 Umar ibn al-Chattab 644 - 644 Usman ibn Affan 656 |
| Król Kentu                 | - 640 Earconbert 664                                    |
| Patriarcha Konstantynopola | - 641 Paweł II 653                                      |
| Władca Korei               | - 642 Pojang 668                                        |
| Król Longobardów           | - 636 Rotari 652                                        |
| Król Mercji                | - 626 Penda 655                                         |
| Papież                     | - 642 Teodor I 649                                      |
| Król Persji                | - 632 Jezdegerd III 651                                 |
| Król Wizygotów             | - 642 Chindaswint 649                                   |

Rok 644 / DCXLIV
stulecia: VI wiek ~
VII wiek ~
VIII wiek

lata: 634 «
639 «
640 «
641 «
642 «
643 «
644
» 645
» 646
» 647
» 648
» 649
» 654

## Wydarzenia
Bliski Wschód
- 3 listopada – w meczecie w Medynie został zasztyletowany przez chrześcijańskiego jeńca perskiego kalif Umar ibn al-Chattab

Europa
- Lud słowiański pod wodzą Czecha osiedlił się w krainie nazwanej później jego imieniem; data obliczona przez kronikarza Václava Hájeka.

## Urodzili się
- 24 lipca – Święty Ursmar, biskup (zm. 713).

## Zmarli
- 10 października – Paulin z Yorku, biskup.
- 3 listopada – Umar ibn al-Chattab, drugi kalif, jeden z twórców potęgi imperium arabsko-muzułmańskiego (ur. ok. 591).